# 埔田镇
埔田镇，是中华人民共和国广东省揭阳市揭东区下辖的一个乡镇级行政单位。埔田镇的竹笋远近闻名，因埔田镇多山地丘陵，南亚热带季风海洋性气候使得降水丰富，土壤肥沃；竹笋成为埔田镇极具特色的农产品，因此2019年6月，埔田镇被誉为“中国竹笋之乡”。

## 行政区划
埔田镇下辖以下地区：
竹山社区、牌边村、金东岭村、祯祥坑村、车田村、马硕村、老洋村、刘厝寨村、南湖村、饶平村、溪南山村、埔田村、新岭村、老岭村、湖下村、庵后村、莲花心村、新龙村、老龙村、长岭村和东寮村。